# Jacob Riis
Jacob August Riis, dansko-ameriški novinar, fotograf in družbeni prenovitelj, * 3. maj 1849, Ribe, Danska, † 26. maj 1914, Barre, Massachusetts, ZDA.

Riis je bil poklicni policijski fotograf in spada med družbenokritične fotografe. Z njim se je začela razvijati dokumentarna fotografija. Fotografiral je priseljence iz Evrope, sloj malih ljudi v deželi sanj, kamor so odšli iskat svoj prostor pod Soncem. Uporabljal je umetno svetlobo, kar nam dokazujejo sence in ostrina. Svoje fotografije je objavil pod naslovom Kako živi druga polovica (How the other half lives). Knjiga je izšla v zadnjem desetletju 19. stoletja.
- Jacob A. Riis, Dom italijanskega cunjarja, okoli 1889, želatinsko srebrova fotografija: Fotografija prikazuje italijansko priseljenko z otrokom v naročju. V tem času se je utrdil poltonski postopek. Tudi omenjena Riisova knjiga je izšla delno v tem postopku, delno pa še vedno v lesorezu (za tiskanje časopisov in knjig se uporablja visoki tisk). Kasneje je lesorez iz časopisov izginil, uporabljala se je le še fotografija. V razvoju časopisja je naslednja stopnička v postopkih barvna fotografija (v Sloveniji sta lep primer tega napredka NeDelo in Slovenske novice).

- Jacob A. Riis, Razbojniško gnezdo, 1888, želatinsko srebrova fotografija: Fotografija prikazuje ulico s priseljenci iz Evrope (tatovi in izmečki družbe), posledično pa tudi brezposelnost in revščino. Takšne so bile ulice New Yorka na prelomu stoletij. Ta sloj družbe je Riis dobro poznal.